# Rachen (Einheit)
Der Rachen war ein österreichisches Holzmaß in Hallein, Traunstein und Reichenhall für Brennholz/Brennwitt. 
- Hallein: 1 Rachen = 4 Rachel = 6 Warb/Parb/Barb[1]
- 15 Rachen = 60 Rachel (64 nach der Waldordnung von 1592[2]) = 1 Pfann(e)

60 Rachel entsprachen 5580 Klötze (Dreilinge/Drehlinge) und diese waren je 3 Fuß 4 Zoll lang
- - Traunstein, Reichenhall: 2 Rachen = 1 Klafter (wiener)
  - Traunstein, Reichenhall: 4 Rachen = 1 Manstuedl/Manstüdl/Manstiedl[3]/Mannstuhl